# Chief police officer
Chief police officer is een term die in het Verenigd Koninkrijk wordt gebruikt om de positie van de hoogste politiefunctionaris in een politiekorps te omschrijven. Deze politieagenten zijn lid van de Vereniging van Chief Police Officers. De uitdrukking wordt gebruikt in wetgeving wanneer bevoegdheden aan deze functionaris worden toegekend, zoals die voor het toestaan van openbare processies of het verlenen van een vuurwapenvergunning. Sommige van deze bevoegdheden kunnen door de chief police officer worden gedelegeerd aan een andere agent.